# Judy Blundell
Judy Blundell, Pseudonyme Jude Watson und Jordan Cray (geboren 26. Oktober 1956 in Brooklyn), ist eine US-amerikanische Autorin von Jugendromanen. Besondere Bekanntheit erlangte sie im Science-Fiction-Genre durch eine Spezialisierung auf die Filmreihe Star Wars. Sie verfasste mehrere Romanreihen, die als Prequels zwischen den Episoden der Trilogie spielen.

## Leben und Werk
Judy Blundell wuchs im New Yorker Stadtteil Brooklyn auf und studierte Journalismus. Parallel zu ihrer ersten befristeten Arbeitsstelle beim Verlagshaus Simon & Schuster in New York begann sie, an einem Roman zu arbeiten, den sie eigenen Aussagen zufolge innerhalb eines Jahres fertigstellte und bei einem Verlag unterbrachte. Daraufhin kündigte sie ihre Arbeitsstelle, um sich ihrer Karriere als Schriftstellerin zu widmen. Viele Jahre schrieb sie jedoch zunächst Auftragswerke.
Unter dem männlichen Pseudonym Jordan Cray veröffentlichte Judy Blundell im Jahr 1997 das erste Buch der danger.com-Reihe unter dem Originaltitel Gemini 7. Es ist in der Cyberwelt des Internets angesiedelt und behandelt auch Gefahren seiner Nutzung. Es folgten acht weitere Bücher, bis die Reihe mit Shiver im Jahr 1998 zu Ende ging. Die deutsche Reihe begann 1999 mit der Folge Der Albtraum und endete 2001 mit dem Buch Der Geist. Auf Vorschlag ihrer Lektorin Jane Mason wurde sie als Autorin für das 1998 erstmals erschienene Tagebuch von Prinzessin Leia, Captive to Evil by Princess Leia Organa, eingesetzt. In der Folge schrieb sie unter dem Pseudonym Jude Watson zahlreiche weitere Bücher für den Verlag Lucas Books in Kalifornien, die im Star-Wars-Universum angesiedelt sind, darunter weitere Bücher der Journal-Reihe, so auch die Journals von Queen Amidala und Darth Maul.
Um die hundert Bücher im Unterhaltungssektor zwischen Science Fiction, Krimi und Romance soll Judy Blundell bereits veröffentlicht haben, ehe erstmals unter ihrem eigenen Namen im Jahr 2008 ein Buch erschien, der Jugendroman What I Saw and How I Lied. Er wurde mit dem National Book Award for Young People’s Literature ausgezeichnet und erschien 2010 in deutscher Übersetzung unter dem Titel Die Lügen, die wir erzählten bei Ravensburger. Der Roman ist im USA der Nachkriegszeit angesiedelt und trägt Elemente des Noir-Genres.
2014 veröffentlichte Judy Blundell unter dem Pseudonym Jude Watson den Roman Loot: How to Steal a Fortune. 2016 folgte Sting: A Loot Novel.
Mit dem 2018 erschienenen The High Season legte sie erstmals ein ausschließlich für Erwachsene konzipiertes Buch unter ihrem Namen vor, das wie Die Lügen, die wir erzählten ebenfalls kein Auftragswerk war. Zu der auf Long Island ansiedelten Erzählung hatten sie Beobachtungen inspiriert, die sie im Verlauf eines einjährigen Aufenthaltes mit ihrem Mann in Montauk gesammelt hatte.
Judy Blundell lebt mit ihrem Mann Neil Watson in Katonah in Westchester County im Bundesstaat New York. Watson ist der Direktor des Katonah Art Museums. Das Paar hat eine Tochter.

## Auszeichnungen
Im Jahr 2008 erhielt Judy Blundell den National Book Award for Young People’s Literature für What I Saw and How I Lied.

## Werke

### Star Wars

#### Science Adventures
- Emergency in Escape Pod Four, Scholastic 1999, ISBN 0-590-20227-8 (mit K. D. Burkett)
- Journey Across Planet X, Scholastic 1999, ISBN 0-590-20228-6 (mit K. D. Burkett)

#### Clone Wars
- Legacy of the Jedi, Scholastic 2003, ISBN 0-439-53666-9
  - Das Vermächtnis der Jedi, Panini 2004, Übersetzer Dominik Kuhn, ISBN 3-8332-1073-7
- Secrets of the Jedi, Scholastic 2005, ISBN 0-439-53667-7
  - Das Geheimnis der Jedi, Panini 2005, Übersetzer Dominik Kuhn, ISBN 3-8332-1231-4

#### Jedi Apprentice
Alle übersetzt von Dominik Kuhn.
- 2 The Dark Rival, Scholastic 1999, ISBN 0-590-51925-5
  - Der dunkle Rivale, Dino 1999, ISBN 3-89748-202-9
- 3 The Hidden Past, Scholastic 1999, ISBN 0-590-51933-6
  - Die gestohlene Vergangenheit, Dino 1999, ISBN 3-89748-203-7
- 4 The Mark of the Crown, Scholastic 1999, ISBN 0-590-51934-4
  - Das Zeichen der Krone, Dino 2000, ISBN 3-89748-204-5
- 5 The Defenders of the Dead, Scholastic 1999, ISBN 0-590-51956-5
  - Die Rächer der Toten, Dino 2000, ISBN 3-89748-205-3
- 6 The Uncertain Path, Scholastic 2000, ISBN 0-590-51969-7
- Der ungewisse Weg, Dino 2000, ISBN 3-89748-206-1
- 7 The Captive Temple, Scholastic 2000, ISBN 0-590-51970-0
  - Der bedrohte Tempel, Dino 2000, ISBN 3-89748-207-X
- 8 The Day of Reckoning, Scholastic 2000, ISBN 0-590-52079-2
  - Der Tag der Abrechnung, Dino 2000, ISBN 3-89748-208-8
- 9 The Fight for Truth, Scholastic 2000, ISBN 0-590-52080-6
  - Die Suche nach der Wahrheit, Dino 2000, ISBN 3-89748-209-6
- 10 The Shattered Peace, Scholastic 2000, ISBN 0-590-52084-9
  - Der trügerische Frieden, Dino 2000, ISBN 3-89748-210-X
- 11 The Deadly Hunter, Scholastic 2000, ISBN 0-439-13930-9
  - Die tödliche Jagd, Dino 2001, ISBN 3-89748-391-2
- 12 The Evil Experiment, Scholastic 2001, ISBN 0-439-13931-7
  - Das teuflische Experiment, Dino 2001, ISBN 3-89748-424-2
- 13 The Dangerous Rescue, Scholastic 2001, ISBN 0-439-13932-5
  - Die riskante Rettung, Dino 2001, ISBN 3-89748-425-0
- 14 The Ties That Bind, Scholastic 2001, ISBN 0-439-13933-3
  - Die Kraft der Verbundenheit, Dino 2001, ISBN 3-89748-426-9
- 15 The Death of Hope, Scholastic 2001, ISBN 0-439-13934-1
  - Das Ende der Hoffnung, Dino 2002, ISBN 3-89748-427-7
- 16 The Call to Vengeance, Scholastic 2001, ISBN 0-439-13935-X
  - Der Schrei nach Vergeltung, Dino 2002, ISBN 3-89748-549-4
- 17 The Only Witness, Scholastic 2002, ISBN 0-439-13936-8
  - Die einzige Zeugin, Dino 2002, ISBN 3-89748-550-8
- 18 The Threat Within, Scholastic 2002, ISBN 0-439-13937-6
  - Die innere Bedrohung, Dino 2002, ISBN 3-89748-553-2

#### Jedi Quest
Alle übersetzt von Dominik Kuhn.
- 0 Path to Truth, Scholastic 2001, ISBN 0-439-24204-5
  - Der Pfad der Erkenntnis, Panini 2002, ISBN 3-89748-416-1
- 1 The Way of the Apprentice, Scholastic 2002, ISBN 0-439-33917-0
  - Der Weg des Padawan, Panini 2002, ISBN 3-89748-556-7
- 2 The Trail of the Jedi, Scholastic 2002, ISBN 0-439-33918-9
  - Die Spur des Jedi, Panini 2003, ISBN 3-89748-557-5
- 3 The Dangerous Games, Scholastic 2002, ISBN 0-439-33919-7
  - Tödliche Spiele, Panini 2003, ISBN 3-89748-558-3
- 4 The Master of Disguise, Scholastic 2002, ISBN 0-439-33920-0
  - Meister der Täuschung, Panini 2003, ISBN 3-89748-698-9
- 5 The School of Fear, Scholastic 2003, ISBN 0-439-33921-9
  - Die Akademie der Angst, Panini 2003, ISBN 3-89748-699-7
- 6 The Shadow Trap, Scholastic 2003, ISBN 0-439-33922-7
  - Die Schattenfalle, Panini 2004, ISBN 3-8332-1070-2
- 7 The Moment of Truth, Scholastic 2003, ISBN 0-439-33923-5
  - Der Augenblick der Wahrheit, Panini 2004, ISBN 3-8332-1071-0
- 8 The Changing of the Guard, Scholastic 2004, ISBN 0-439-33924-3
  - Wachablösung, Panini 2004, ISBN 3-8332-1072-9
- 9 The False Peace, Scholastic 2004, ISBN 0-439-33925-1
  - Der trügerische Frieden, Panini 2005, ISBN 3-8332-1200-4
- 10 The Final Showdown, Scholastic 2004, ISBN 0-439-33926-X
  - Die letzte Machtprobe, Panini 2005, ISBN 3-8332-1230-6

#### Der letzte Jedi / Last of the Jedi
Alle übersetzt von Dominik Kuhn.
- 1 The Desperate Mission, Scholastic 2005, ISBN 0-439-68134-0
  - Auf verlorenem Posten, Panini 2005, ISBN 3-8332-1274-8
- 2 Dark Warning, Scholastic 2005, ISBN 0-439-68135-9
  - Düstere Vorboten, Panini 2005, ISBN 3-8332-1275-6
- 3 Underworld, Scholastic 2005, ISBN 0-439-68136-7
  - Unterwelt, Panini 2006, ISBN 3-8332-1357-4
- 4 Death on Naboo, Scholastic 2006, ISBN 0-439-68137-5
  - Tod auf Naboo, Panini 2006, ISBN 3-8332-1358-2
- 5 A Tangled Web, Scholastic 2006, ISBN 0-439-68138-3
  - Im Netz des Bösen, Panini 2006, ISBN 3-8332-1365-5
- 6 Return of the Dark Side, Scholastic 2006, ISBN 0-439-68139-1
  - Die Rückkehr der Dunklen Seite, Panini 2007, ISBN 3-8332-1515-1
- 7 Secret Weapon, Scholastic 2007, ISBN 0-439-68140-5
  - Die Geheimwaffe, Panini 2007, ISBN 3-8332-1513-5
- 8 Against the Empire, Scholastic 2007, ISBN 0-439-68141-3
  - Gegen das Imperium, Panini 2007, ISBN 978-3-8332-1514-8
- 9 Master of Deception, Scholastic 2008, ISBN 978-0-439-68142-1
  - Der Meister der Täuschung, Panini 2008, ISBN 978-3-8332-1733-3
- 10 Reckoning, Scholastic 2008, ISBN 978-0-439-68143-8
  - Die Abrechnung, Panini 2008, ISBN 978-3-8332-1734-0

### Brides of Wildcat County
- 1 Impetuous: Mattie's Story, Sagebrush Education Resources 1996, ISBN 0-613-73247-2
- 2 Scandalous: Eden's Story, Aladdin Paperbacks / Simon & Schuster 1995, ISBN 0-689-80327-3
- 3 Audacious: Ivy's Story, Aladdin Paperbacks / Simon & Schuster 1995, ISBN 0-689-80328-1

### Premonitions
- 1 Premonitions, Puffin Books 2005, ISBN 0141319216
- 2 Disappearance,  Scholastic 2005, ISBN  0439696887

### Die 39 Zeichen / 39 clues
Cahills vs. Vespers/Staffel 2
- 2 A King's Random, scholastic 2011, ISBN 978-0-545-29840-7
Staffel 1
- 4 Beyond the grave, Scholastic 2009, ISBN 978-0545060448
  - Der Schatz des Pharao, cbj 2013, Übersetzer Bernd Stratthaus, ISBN 978-3-570-22420-5
- 6 In Too Deep, Scholastic 2009, ISBN 978-0-545-06046-2
  - Gefahr am Ende der Welt, cbj 2011, Übersetzerin Anne Emmert, ISBN 978-3-570-17024-3

### Weitere Romane
- What I Saw and How I Lied, Scholastic 2008, ISBN 0-439-90346-7 (als Judy Blundell)
  - Die Lügen, die wir erzählten, Ravensburger 2010, Übersetzerin Mirjam Pressler, ISBN 978-3-473-35330-9
- Strings Attached, Scholastic 2011, ISBN 978-0545221276 (als Judy Blundell)
- The High Season, Scholastic 2018, ISBN 978-0525511700 (als Judy Blundell)
- A Warp in Time, Scholastic 2018, ISBN 978-1-338-18925-4